# Bob Neill (homme politique)
Pour les articles homonymes, voir Robert Neill.
Robert James MacGillivray Neill (né le 24 juin 1952) est un avocat britannique et homme politique du Parti conservateur. Il est député pour Bromley et Chislehurst depuis une élection partielle le 29 juin 2006, après la mort du précédent titulaire Eric Forth, jusqu'en 2024. Il est sous-secrétaire d'État parlementaire au ministère des Communautés et des Gouvernements locaux du 14 mai 2010 au 4 septembre 2012 .

## Biographie
Neill est né à Ilford de John Macgillivray Neill et Elsie May Chaston. Neill fréquente l'école secondaire technique Abbs Cross à Hornchurch. Il obtient son diplôme en droit à la London School of Economics. Il est conseiller dans le quartier londonien de Havering, membre du Greater London Council pour Romford de 1985 à 1986. Il se présente dans la circonscription parlementaire de Dagenham en 1983, à l'âge de 30 ans, battu de 2 997 voix par le sortant travailliste Bryan Gould. Il se présente à nouveau en 1987, et est battu par 2 469 voix par Gould. Il se présente également aux élections du Borough londonien de Tower Hamlets en 1994 et 1998.
Neill est élu pour la première fois à l'Assemblée de Londres lors des élections de 2000 et est membre conservateur de Bexley et Bromley de 2000 à 2008. Il est chef du groupe conservateur à l'Assemblée de 2000 à 2002 et de nouveau à partir de 2004.
Entre janvier 2013 et mars 2015, il est également membre suppléant de l'Assemblée parlementaire du Conseil de l'Europe. Pro-européen, il soutient l'ancien chancelier conservateur Kenneth Clarke dans ses deux candidatures à la direction du Parti conservateur.
Neill est un franc-maçon. Depuis avril 2017, Neill est conseiller du Middle Temple.
Neill est marié de 2009 à 2015 à l'ancienne conseillère conservatrice de Southend et ancienne maire, Daphne White. En juillet 2018, il épouse Ann-Louise Whittaker, enseignante à Chislehurst.

## Élection partielle de Bromley et Chislehurst
À la suite du décès d'Eric Forth en mai 2006, le 3 juin 2006, il est investi candidat conservateur aux élections partielles de Bromley et Chislehurst qui ont lieu le 29 juin 2006. Sa sélection par l'Association conservatrice locale pose problème car le nouveau chef David Cameron a fait pression pour un candidat «A-List». La circonscription parlementaire fait partie de la circonscription de l'Assemblée de Londres de Neill.
Neill remporte l'élection partielle avec seulement 633 voix, contre 13 342 voix de majorité obtenue par son prédécesseur aux élections générales de 2005. Cela s'explique par l'abstention et la présence d'un candidat de haut niveau à l'UKIP Nigel Farage. Dans son discours de remerciement, Neill critique "une minorité de candidats" (qui est censée critiquer spécifiquement le candidat libéral démocrate) pour leurs attaques ad hominem contre lui.

## Au parlement
En 2008, Neill est nommé ministre du gouvernement local fantôme et vice-président du Parti conservateur et reçoit le mémoire de planification parallèle à partir de janvier 2009. Il est élu député pour un deuxième mandat lors des élections de mai 2010 et est sous-secrétaire d'État parlementaire au ministère des Communautés et des Gouvernements locaux jusqu'en septembre 2012, date à laquelle il est nommé vice-président du parti conservateur pour le gouvernement local.
Neill est réélu pour un troisième mandat en mai 2015, peu de temps après, il est élu président du comité parlementaire sur la justice. À la suite de l'élection générale du 8 juin 2017, il est renouvelé à ce poste.
Neill est fermement opposé au Brexit avant le référendum de 2016. Le 7 février 2017, avec six autres députés conservateurs, il défie le whip du parti et vote en faveur de la nouvelle clause 110 du projet de loi sur le retrait de l'Union européenne. En décembre 2017, dans le même projet de loi, il vote avec son collègue conservateur Dominic Grieve et neuf autres députés conservateurs contre le gouvernement pour garantir au Parlement un " vote significatif " sur tout accord que Theresa May aurait avec Bruxelles sur le Brexit,.
Neill est fait chevalier dans les honneurs du Nouvel An 2020 pour service politique.